# Senén Vila

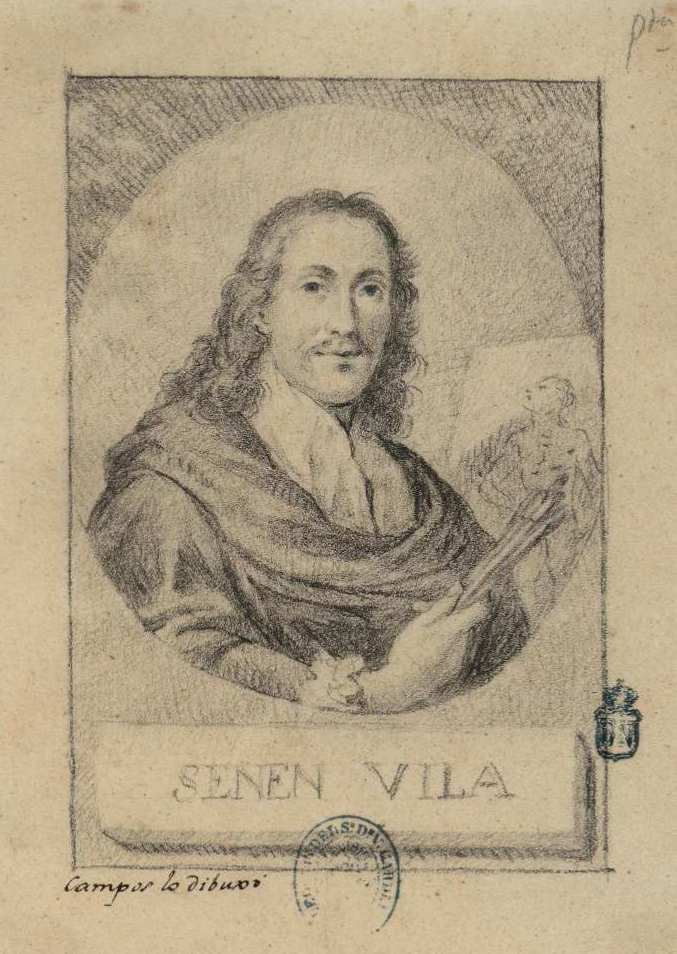
Senén Vila, dibujo a lápiz grafito sobre papel amarillento de Joaquín Campos. Biblioteca Nacional de España.

Senén Vila (Valencia, c. 1640-Murcia, 1707) fue un pintor barroco español activo principalmente en Murcia.

## Biografía
Palómino, que pudo conocerlo y tener amistad con él, le dedicó una muy elogiosa biografía en la que al mismo tiempo se ocupaba de su hijo, el también pintor y presbítero Lorenzo Vila, y del escultor Nicolás Bussy, cuyas obras policromó. En ella Palomino destacaba su atención al estudio del dibujo pues, según decía, había sido «muy versado en las academias de Valencia», además de su gran erudición, pues tenía en su casa una rica librería. Discípulo de Esteban March y condiscípulo de Juan Conchillos, Senén se estableció como pintor primero en Alicante, donde contrajo matrimonio, y más adelante y de forma definitiva en Murcia (1678) donde trabajó para buen número de iglesias y conventos de la ciudad y de localidades próximas, como Mula y Orihuela, donde quedan muestras de su trabajo para las clarisas y para el convento de San Gregorio. 
Palomino cita, entre las muchas obras que pintó en Murcia, las pinturas del retablo mayor del Amor de Dios, pinturas conservadas al menos en parte en las que se muestra como un artista conservador, apegado a las fórmulas de la tradición naturalista y más cercano a Jerónimo Jacinto Espinosa que a su maestro Esteban March. Por lo mismo, y aunque Palomino afirmaba que fue «gran teórico y práctico, paisista, retratista, y muy modesto en la expresión de las historias (propio de su mucha virtud) sin embargo de ser tan anatomista», todo lo que de él se conoce son pinturas religiosas, en cuya composición, además, no dudó en recurrir a estampas de Rubens.

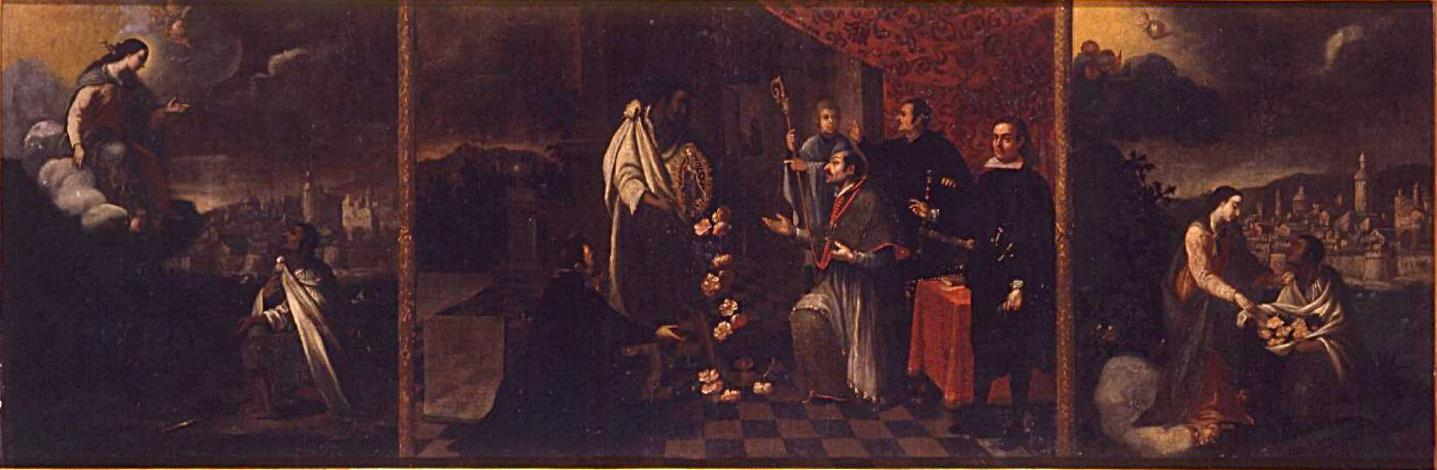
Apariciones de la Virgen de Guadalupe, óleo sobre lienzo, 187 x 62 cm, Madrid, Museo de América.

Pese a los limitados recursos del pintor, ese carácter tradicionalista y apacible de su pintura puede explicar su indiscutible éxito en ámbitos conventuales, donde es mucho lo documentado a su nombre, aunque es mucho también lo perdido. De lo conservado destacan los ocho cuadros de la Vida de san José de la parroquia de San Andrés, el San Lucas Evangelista de las Capuchinas, retratado como pintor, los lienzos de la vida de san Lorenzo Justiniano del convento del Amor de Dios, o el tríptico dedicado a la Virgen de Guadalupe ahora en el Museo de América, procedente del convento de Agustinos de Murcia.